# 清明学院高等学校
清明学院高等学校（せいめいがくいんこうとうがっこう）は、大阪府大阪市住吉区にある私立高等学校。

## 概要
しつけ教育やボランティア精神の育成に力を入れている。また生徒の個性を考慮し、個性に適応した教育を目指している。

## 沿革
- 1941年4月 - 大阪住吉女学校として創立。
- 1944年4月 - 大阪住吉女子商業学校に改称。
- 1946年4月 - 住吉高等女学校に改称。
- 1948年4月 - 学制改革に伴い、住吉学園高等学校となる。普通科と家政科を設置。
  - 「学園」を付して旧制大阪府立住吉中学校（現・大阪府立住吉高等学校）との校名重複を回避している。
- 1951年4月 - 商業科を設置。
- 1990年4月 - 家政科・商業科を廃止。普通科単科とし、コース制を導入。
- 2000年4月 - 男女共学化、清明学院高等学校に改称。

## 交通
- 南海高野線 沢ノ町駅 北西へ約300m
- 南海本線 住吉大社駅 南東へ約900m
- 阪堺電気軌道阪堺線 細井川停留場 南東へ約600m

## 部活動

### 体育部
- バスケットボール
- バレーボール
- サッカー
- テニス
- 卓球
- バドミントン
- ダンス・・・『夏の日本高校ダンス部選手権』全国大会において、2009年西日本大会準優勝と優秀な成績をおさめている。
- 剣道
- 少林寺拳法
- 陸上

### 文化部
- 美術
- 書道
- 写真
- パソコン
- E.S.S
- 園芸
- イラスト
- 新聞
- 華道
- 茶道
- 日舞
- 吹奏楽
- 手話

## 著名な出身者
- 沢井桂子（女優）
- 露の都（落語家）
- 秋ひとみ（タレント）
- 田丸麻紀（女優・タレント）
- 久田哲也（プロボクサー）
- 丸橋祐介（サッカー選手）
- 山口蛍（サッカー選手）
- 道上隼人（サッカー選手）
- 一森純（サッカー選手）
- 池永航（サッカー選手）
- 小暮大器（サッカー選手）
- 宮大樹（サッカー選手）
- 盛山晋太郎（お笑い芸人、見取り図)
- 中村フー（お笑い芸人、ヘンダーソン）